# Кормисош
Кормисош (буг. Кормисо̀ш) је био бугарски владар са којим је отпочела нова династија названа Укил. Наводи се у Именику бугарских канова као неко ко је владао 17 година. Каснији историчари су га смештали у периоде од 737. до 754. године, односно од 739. до 756. У сваком случају његову владавину је обeлежио рат с Византијом, узрокован византијским насељавањем Сиријаца и Армејаца у византску Тракију, на самој граници бугарске државе. Кормисош је због тога 756. покренуо поход на Цариград који је завршио поразом пред цариградским бедемима. Верује се да је тај догађај довео до Кормисошовог пада на власти. Заменио га је Винех.